# Toamasina
Toamasina, frequentemente chamada de Tamatave, é uma cidade de Madagáscar. É o principal porto do país e está localizada quase no centro da costa leste. Em 2014 possuía 300 813 habitantes. Toamasina é a capital da região de Atsinanana e da província de Toamasina.

## História
A cidade cresceu durante o reinado de Radama I (1816–1828), que a utilizou como uma plataforma comercial para o comércio de escravos com as potências ocidentais.